# 孔雀森林
孔雀森林(ISBN大陆：7-80184-872-5)為蔡智恆2005年度发表的小說。

## 劇情
一个心理测验的谜题伴随着男主角蔡智渊数年的寻爱历程，从最初的寄错情书，到最后理解谜题，情节曲折坎坷。

## 外部連結
- 痞子蔡的創作園地